# Томас Уайът
Сър Томас Уайът (на английски: Sir Thomas Wyatt) (1503 – 11 октомври 1542 г.) е един от първите поети на английския ренесанс. Той въвежда стихотворната форма сонет в английската литература.

## Биография
Томас Уайът е роден в замъка Алингтън, близо до Мейдстоун, графство Кент, макар родителите му, Хенри и Ан Уайът. да произхождат от Йоркшър. Баща му е един от членовете на личния съвет на крал Хенри VII и остава доверен съветник, когато през 1509 г. на трона се възкачва Хенри VIII. След образованието си в колежа Св. Йоан, Кеймбридж, Томас Уайът също се присъединява към кралския двор като майордом. През 1520 г. Уайът се жени за Елизабет Брук (1503 – 1560), дъщеря на лорд Кобхам, която ражда през 1521 г. Томас Уайът млади, единствен син на поета и водач на бунта на Уайът срещу нововъзкачилата се на трона кралица Мери I. През 1524 г. Хенри VIII назначава Томас Уайът за посланик, а през 1525 г. Уайът се разделя с жена си, обвинявайки я в прелюбодеяние. През 1526 г. придружава сър Томас Чейни на дипломатическа мисия във Франция и сър Джон Ръсел във Венеция и Ватикана през 1527 г. Той е произведен Върховен маршал на Кале (1528 – 1530) и Комисар на мира (съдия) в Есекс през 1532 г.
Томас Уайът вижда Ан Болейн при завръщането ѝ от Франция през 1522 г. и силно се влюбва в нея. Той ѝ пише няколко любовни стихотворения и става един от многобройните ѝ ухажори. Според клюките двамата стават любовници. Възможно е една от петрарковите му сонети, Whoso list to hunt, косвено да намеква за това. Поетът говори за сърна, която не може повече да гони, защото около врата ѝ е написано с диамантени букви Noli me tangere for Ceasar's I am (Не ме докосвай, защото аз принадлежа на Цезар [Хенри VIII]). Уайът обаче е пощаден по време на обвиненията в и процесите за прелюбодеяния през 1536 г. Ан Болейн привлича вниманието на Хенри VIII през 1524 г. и Уайът е последният ѝ ухажор, който Хенри отстранява от пътя си като го изпраща на дипломатическа мисия в Италия. Той придружава сър Джон Ръсел до Рим, където подават молба пред папа Климент VII да даде развод на Хенри от испанската му съпруга Катерина Арагонска. Уайът е пленен от армиите на император Карл V при завладяването му на Рим през 1527 г., но успява да избяга и да се върне в Англия.
През 1532 г. Уайът придружава Хенри VIII и Ан Болейн, която вече му е любовница, до Кале. През 1533 г. Ан Болейн казва на Уайът пред други придворни, че има „копнеж по ябълки“ и че кралят мисли, че може да е бременна. Така шокираният двор научава, че Ан и Хенри са женени. Уайът участва в церемонията по коронацията ѝ през юни същата година. През 1535 г. Уайът е направен рицар (дадена му е титлата сър), но през 1536 г. е затворен заради кавгата си с херцога на Съфолк, а и заради подозрения, че може да е бил любовник на Ан. По-късно през годината е освободен, заради приятелството си с Томас Кромуел, и се връща към задълженията си. По време на престоя си в кулата става свидетел на екзекуцията на Ан Болейн на 19 май 1536 г. и пише стихотворение, вдъхновено от случая.  Както и повечето си съвременници Уайът вярва, че Ан е невинна относно обвиненията, по които е осъдена. Уайът си възвръща благоразположението на краля и е направен посланик в двора на Карл V в Испания през 1539 и 1540 г.
През 1530-те години пише стихотворение в Девънширския ръкопис, като първите букви на всяка строфа са SHELTUN. Под него е написан отговор, подписан от Мери Шелтън, с който тя го отхвърля. Мери, първа братовчедка на Ан Болейн, е любовница на Хенри VIII от февруари до август 1535 г.
През 1540 г. му е предоставена земята и много от именията на разрушеното абатство Боксли. През 1542 г. обаче е обвинен в измяна от Едмънд Бонър, сега лондонски епископ, а именно, че в дейността си като посланик се е свързал с папския легат кардинал Поул, който е роднина на крал Хенри и му се противопоставя по въпроса за развода му с Катерина Арагонска. Уайът пише одухотворена Защита в затвора и отново е помилван, вероятно по молба на кралицата Катрин Хауърд, при условие, че се сдобри със съпругата си. Поетът е възстановен на поста си като посланик. Скоро след това се разболява след като приветства пратеника на Карл V във Фалмът, Корнуол и умира в Шербърн, графство Дорсет на 11 октомври 1542 г., където е и погребан.

## Поезия
Счита се, че сър Томас Уайът въвежда сонета в английската поезия. Той превежда някои от сонетите на Петрарка като Pace non trovo/I find no peace и съчинява свои собствени. Сонетът му Whoso list to hunt за кралица Ан Болейн подражава и преобразява петрарковия Una candida cerva и се превръща в радикално различен по своя тон от оригинала. Подражава на класическите автори Сенека и Хораций и експериментира с поетични форми като рондото и терца рима. Пише епиграми, песни и сатири. Освен класическите и италиански модели обаче Уайът се интересува и от поезията на Джефри Чосър. Той използва например Чосъровата дума newfangleness, означаваща непостоянство, в сонета си They flee from me that sometime did me seek. Най-добрите му стихотворения са по темата за изпитанията на романтичната любов. Със своето сложно използване на кончети Уайът се счита от някои критици за предшественик на метафизичните поети от следващия век. Някои от стихотворенията на поета, особено тези споменаващи лютнята му (My Lute Awake Blame Not My Lute) може да са изпълнявани като песни в кралския двор от самия него. 
Първото публикуване на произведения на Уайът е през 1549 г. – метрични преводи на покаятелни псалми в проза от Аретино. Повече от стихотворенията са публикувани през 1557 г. от печатаря Ричард Тотел в Песни и сонети, заедно с произведения на графа на Съри Хенри Хауърд. Останалите му произведения са публикувани през 19 и 20 век. Уайът и Съри споделят титлата „баща на английския сонет“, давайки му характерния завършващ римуван куплет.